# Piero Pirelli
Pietro Carlo Pirelli, detto Piero (Milano, 27 gennaio 1881 – Milano, 7 agosto 1956), è stato un imprenditore italiano, figlio di Giovanni Battista, fondatore dell'impresa omonima.

## Biografia
Nato da Giovanni Battista e da Maria Sormani, fratello maggiore di Alberto e di Giovanni nato il 28 marzo 1895, si laureò a Genova in scienze giuridiche.
Nel 1904 affrontò un viaggio negli Stati Uniti d'America, dove approfondì la sua conoscenza dei cavi elettrici, riportando le sue osservazioni in Italia e applicandole alla produzione aziendale.
Arruolatosi nell'esercito come ufficiale di cavalleria, partecipò alla prima guerra mondiale, rientrando dal fronte nel 1918 a conflitto terminato. Tornato alla vita civile, rientrò nell'azienda familiare, di cui divenne presidente nel 1932, alla morte del padre.
Appassionato di sport, creò nel 1918 il "Gruppo Sportivo Pirelli" ordinando la costruzione del campo "Pirelli" di fronte alla Bicocca degli Arcimboldi in Viale Sarca e, dal 1909 al 1928, ricoprì la carica di presidente del Milan costruendo a sue spese, nel 1926, lo stadio San Siro. Sotto la sua presidenza il Milan vinse nel 1916 l'unica edizione della Coppa Federale, competizione nazionale che ebbe il ruolo di sostituire il campionato italiano di calcio durante la guerra.
Nel 1948 in occasione del 50º anniversario della FIGC fu insignito del titolo di pioniere del calcio italiano.
È tumulato nella tomba di famiglia, nel Cimitero monumentale di Milano.